# Gabriel Doublier
 (octobre 2021).
La mise en forme du texte ne suit pas les recommandations de Wikipédia : il faut le « wikifier ».
Les points d'amélioration suivants sont les cas les plus fréquents. Le détail des points à revoir est peut-être précisé sur la page de discussion.
- Les titres sont pré-formatés par le logiciel. Ils ne sont ni en capitales, ni en gras.
- Le texte ne doit pas être écrit en capitales (les noms de famille non plus), ni en gras, ni en italique, ni en « petit »…
- Le gras n'est utilisé que pour surligner le titre de l'article dans l'introduction, une seule fois.
- L'italique est rarement utilisé : mots en langue étrangère, titres d'œuvres, noms de bateaux, etc.
- Les citations ne sont pas en italique mais en corps de texte normal. Elles sont entourées par des guillemets français : « et ».
- Les listes à puces sont à éviter, des paragraphes rédigés étant largement préférés. Les tableaux sont à réserver à la présentation de données structurées (résultats, etc.).
- Les appels de note de bas de page (petits chiffres en exposant, introduits par l'outil «  Source ») sont à placer entre la fin de phrase et le point final[comme ça].
- Les liens internes (vers d'autres articles de Wikipédia) sont à choisir avec parcimonie. Créez des liens vers des articles approfondissant le sujet. Les termes génériques sans rapport avec le sujet sont à éviter, ainsi que les répétitions de liens vers un même terme.
- Les liens externes sont à placer uniquement dans une section « Liens externes », à la fin de l'article. Ces liens sont à choisir avec parcimonie suivant les règles définies. Si un lien sert de source à l'article, son insertion dans le texte est à faire par les notes de bas de page.
- La présentation des références doit suivre les conventions bibliographiques. Il est recommandé d'utiliser les modèles {{Ouvrage}}, {{Chapitre}}, {{Article}}, {{Lien web}} et/ou {{Bibliographie}}. Le mode d'édition visuel peut mettre en forme automatiquement les références.
- Insérer une infobox (cadre d'informations à droite) n'est pas obligatoire pour parachever la mise en page.

Pour une aide détaillée, merci de consulter Aide:Wikification.
Si vous pensez que ces points ont été résolus, vous pouvez retirer ce bandeau et améliorer la mise en forme d'un autre article.
 (octobre 2021).
Si vous disposez d'ouvrages ou d'articles de référence ou si vous connaissez des sites web de qualité traitant du thème abordé ici, merci de compléter l'article en donnant les références utiles à sa vérifiabilité et en les liant à la section « Notes et références ».
Pour les articles homonymes, voir Doublier.
Gabriel Doublier est un ingénieur et inventeur français né à Lyon le 8 mai 1883, où il est décédé le 21 novembre 1964. Il est le frère de l'opérateur de cinéma et grand reporter Francis Doublier.

## Biographie

### Débuts professionnels
Alors qu’il a 7 ans, son père, Louis-Étienne Doublier, décède accidentellement, écrasé par une voiture à cheval. À la mort de leur père, Antoine Lumière embauche 4 des 5 enfants Doublier restés au foyer. Tout d'abord Philippine qui devient chef de service, et Jenny, employée aux bureaux, puis, à la fin de leur scolarité, Gabriel et Francis.
Gabriel commence son apprentissage de mécanicien-électricien dans l'atelier de Charles Moisson puis entre aux usines Lumière à l'âge de 14 ans en 1897. Fin 1898, Louis l'envoya faire un stage de quelques mois chez un constructeur et il revint fin 1899 et reprit les travaux d'entretien mécanique, en contact perpétuel avec les frères.
En 1900 il contribua à l'invention du photorama, un projecteur comportant un plateau tournant muni de douze objectifs identiques et animé d'une rotation de 3 tours par seconde. Merveille d'ingéniosité, cela permettait d'obtenir sur une bande pelliculaire une vue panoramique correspondant à un tour complet d'horizon et de projeter ensuite cette image sur un écran cylindrique de vastes dimensions avec un bon rendement lumineux sans effet de scintillement. L'appareil fonctionna dès 1901 dans une salle située rue de Clichy, à côte du Casino de Paris. Gabriel fut chargé durant 3 ans du fonctionnement des séances, recevant à cette occasion le premier et certainement dernier diplôme de "cosmographe". La commercialisation de ce procédé s'arrêta en 1904. Gabriel fut chargé de démolir et de renvoyer le matériel, 20 tonnes environ.

## Les ateliers
En 1904, de retour à Lyon, Gabriel prend en main les "ateliers de la fécule", situés rue des Tournelles, aujourd'hui rue Paul-Sisley.
Il met au point le procédé des autochromes (plaques de verre aux grains de fécule de pomme de terre colorés) qui se commercialisaient en 1907. Il s'installera cours Gambetta, dans la bâtisse adjacente aux ateliers, pour surveiller la fabrication dont il est le seul, avec les Lumière, à connaître la formule.
Il profitait de ses longues nuits d'insomnie pour s'instruire dans tous les domaines. Il était incollable dans tout ce qui se rapportait aux sciences naturelles. Il se cultiva seul et fut un autodidacte fort apprécié par les frères Lumière qui n'acceptèrent jamais de s'en séparer malgré les propositions faites à Gabriel, souvent avec un salaire bien supérieur.
Gabriel a aussi participé, aux côtés du chef mécanicien Charles Moisson, à la fabrication du premier appareil de prises de vues.
Il fut nommé au grade de Chevalier de la Légion d'Honneur le 8 novembre 1954 en qualité de Chef de Service de Laboratoire. Auguste Lumière fut le premier à demander sa nomination.Henri fut son parrain et lui remit sa médaille.
C'est à Gabriel que reviendra le privilège d'inaugurer, en 1955, l'avenue des Frères Lumière à Lyon.